# The Judgement
The Judgement é o sétimo álbum de estúdio do JAM Project com músicas originalmente compostas para o próprio, e não para animes, tokusatsu ou jogos eletrônicos, como é de praxe em suas "Best Collections". Foi lançado em 28 de setembro de 2022 pela Lantis e possui 7 faixas.

## Produção
O álbum conta uma história baseada no tema "o julgamento de Deus" sobre a raça humana, que insiste nas suas próprias falhas.
Um videoclipe para a faixa "THE JUDGEMENT" foi produzido. Uma turnê foi feita, resultando no lançamento em blu-ray JAM Project LIVE TOUR 2022 THE JUDGEMENT.

## Recepção
O álbum chegou à 38ª posição na Billboard Japan (e à 55ª no Hot 100), e ficou duas semanas no Oricon Albums Chart, chegando à 41ª posição.

## Faixas
Todas as letras escritas por Hironobu Kageyama e Masami Okui, todas as músicas compostas por JAM Project e Shiho Terada.
| N.º            | Título                                  | Duração |  |
| 1.             | "Inception"                             | 2:24    |  |
| 2.             | "THE JUDGEMENT"                         | 4:38    |  |
| 3.             | "Karma ~the dark side of human nature~" | 4:14    |  |
| 4.             | "3 seconds to midnight"                 | 3:38    |  |
| 5.             | "MOTHER"                                | 4:28    |  |
| 6.             | "Atonement: Tsugunai, Soshite Kibo e"   | 4:20    |  |
| 7.             | "EDEN"                                  | 7:05    |  |
| Duração total: | Duração total:                          | 68:35   |  |

## Integrantes
- Hironobu Kageyama
- Masaaki Endoh
- Hiroshi Kitadani
- Yoshiki Fukuyama
- Masami Okui
- Ricardo Cruz